# قائمة الشخصيات الحاضرة في تأبين نيلسون مانديلا
تحتوي هذه القائمة الشخصيات الحاضرة في تأبين نيلسون مانديلا وعددهم 79 شخص من مختلف الطبقات السيادية، إضافة إلى المشاهير، حيث أقيم هذا التأبين في 10 ديسمبر 2013 في ملعب سوكر سيتي (جوهانسبرغ) بعد خمسة أيام من وفاة مانديلا، على أن يتم دفنه في 15 ديسمبر.

رؤساء الدول ورؤسات الحكومات والملوك باللون الأخضر الداكن.
الوزراء أو ممثلي الدول باللون الأخضر الفاتح.

## رؤساء الدول والحكومات الأجانب
| الدولة                      | المنصب     | الشخصية               |
| --------------------------- | ---------- | --------------------- |
| أفغانستان                   | رئيس       | حامد كرزاي            |
| ألمانيا                     | رئيس       | يواخيم غاوك           |
| أستراليا                    | رئيس حكومة | توني أبوت             |
| جزر البهاما                 | رئيس حكومة | بيري كريستي           |
| بنغلاديش                    | رئيس       | عبد الحميد            |
| بلجيكا                      | ملك        | فيليب ملك بلجيكا      |
| بنين                        | رئيس       | يايي بوني             |
| بوتسوانا                    | رئيس       | إيان خاما             |
| البرازيل                    | رئيس       | ديلما روسيف           |
| بوروندي                     | رئيس       | بيير نكرونزيزا        |
| كندا                        | رئيس حكومة | ستيفن هاربر           |
| كولومبيا                    | رئيس       | خوان مانويل سانتوس    |
| جزر القمر                   | رئيس       | إكليل ظنين            |
| كوريا الجنوبية              | رئيس حكومة | تشونغ هونغ وون        |
| ساحل العاج                  | رئيس       | الحسن واتارا          |
| كرواتيا                     | رئيس       | إيفو يجوسيبوفيتش      |
| كوبا                        | رئيس       | راؤول كاسترو          |
| الدنمارك                    | رئيس حكومة | هله تورنينغ-شميت      |
| جيبوتي                      | رئيس       | إسماعيل عمر جيله      |
| إسبانيا                     | رئيس حكومة | ماريانو راخوي         |
| الولايات المتحدة            | رئيس       | باراك أوباما          |
| إثيوبيا                     | رئيس حكومة | هايله مريم ديساليغنه  |
| فنلندا                      | رئيس       | ساولي نينيستو         |
| فرنسا                       | رئيس       | فرانسوا أولاند        |
| الغابون                     | رئيس       | علي بونغو أونديمبا    |
| غامبيا                      | رئيس       | يحيى جامع             |
| غانا                        | رئيس       | جون دراماني ماهاما    |
| غينيا                       | رئيس       | ألفا كوندي            |
| غينيا الاستوائية            | رئيس       | تيودورو أوبيانغ       |
| غويانا الفرنسية             | رئيس       | دونالد راموتار        |
| الهند                       | رئيس       | براناب مخرجي          |
| جمهورية أيرلندا             | رئيس       | مايكل دانيال هيغنز    |
| إيطاليا                     | رئيس حكومة | إنريكو ليتا           |
| جامايكا                     | رئيس حكومة | بورتيا سيمبسون ميلر   |
| الأردن                      | رئيس حكومة | عبد الله النسور       |
| كينيا                       | رئيس       | أوهورو كينياتا        |
| لبنان                       | رئيس حكومة | نجيب ميقاتي           |
| ليسوتو                      | رئيس حكومة | توم ثابان             |
| ليبيريا                     | رئيس       | إلين جونسون سيرليف    |
| لوكسمبورغ                   | دوق أكبر   | الدوق الأكبر هنري     |
| مالاوي                      | رئيس       | جويس باندا            |
| موريشيوس                    | رئيس حكومة | نافين رامجولام        |
| المكسيك                     | رئيس       | إنريكه بينيا نييتو    |
| موزمبيق                     | رئيس       | ارماندو غيبوزا        |
| ناميبيا                     | رئيس       | هيفيكيبنيي بوهامبا    |
| نيوزيلندا                   | رئيس حكومة | جون كي                |
| النيجر                      | رئيس       | محمدو إيسوفو          |
| نيجيريا                     | رئيس       | غودلاك جوناثان        |
| النرويج                     | رئيس حكومة | إرنا سولبرغ           |
| أوغندا                      | رئيس       | يوري موسفني           |
| فلسطين                      | رئيس       | محمود عباس            |
| باكستان                     | رئيس       | ممنون حسين            |
| هولندا                      | ملك        | فيليم ألكساندر        |
| بولندا                      | رئيس حكومة | دونالد توسك           |
| البرتغال                    | رئيس       | أنيبال كافاكو سيلفا   |
| جمهورية الكونغو الديمقراطية | رئيس       | جوزيف كابيلا          |
| جمهورية الكونغو             | رئيس       | ديني ساسو نغيسو       |
| رومانيا                     | رئيس حكومة | فيكتور بونتا          |
| المملكة المتحدة             | رئيس حكومة | ديفيد كاميرون         |
| السنغال                     | رئيس       | ماكي سال              |
| صربيا                       | رئيس       | توميسلاف نيكوليتش     |
| سيشل                        | رئيس       | جيمس ميشيل            |
| سلوفينيا                    | رئيس       | بوروت باهور           |
| الصومال                     | رئيس       | حسن شيخ محمود         |
| جنوب السودان                | رئيس       | سيلفا كير             |
| سريلانكا                    | رئيس       | ماهيندا راجاباكشا     |
| السويد                      | رئيس حكومة | فريدريك رينفلت        |
| سويسرا                      | رئيس       | أولي ماورر            |
| سورينام                     | رئيس       | ديزي بوترس            |
| إسواتيني                    | رئيس حكومة | سيبوسيسو دلاميني      |
| تنزانيا                     | رئيس       | جاكايا كيكويتي        |
| تشاد                        | رئيس       | إدريس ديبي            |
| تيمور الشرقية               | رئيس حكومة | شانانا غوسماو         |
| ترينيداد وتوباغو            | رئيس حكومة | كاملا بيرساد بيسيسارد |
| تونس                        | رئيس       | المنصف المرزوقي       |
| فنزويلا                     | رئيس       | نيكولاس مادورو        |
| زامبيا                      | رئيس       | مايكل ساتا            |
| زيمبابوي                    | رئيس       | روبرت موغابي          |
| الصحراء الغربية             | رئيس       | محمد عبد العزيز       |
| مالطا                       | رئيس       | جوزيف مسقط            |

## أعضاء من العائلات ملكية
| الدولة   | الشخصية                                      |
| -------- | -------------------------------------------- |
| الدنمارك | فريدريك ولي عهد الدنمارك                     |
| إسبانيا  | فيليبي أمير أستورياس                         |
| اليابان  | ناروهيتو ولي عهد اليابان                     |
| الأردن   | رانيا العبد الله ملكة الأردن                 |
| موناكو   | شارلين أميرة موناكو                          |
| النرويج  | هاكون ولي عهد النرويج                        |
| السويد   | فيكتوريا ولية عهد السويد                     |
| السعودية | سلمان بن عبد العزيز آل سعود ولي عهد السعودية |

## ممثلي ووزراء وأعضاء الحكومات
| الدولة                   | المنصب                              | الشخصية                    |
| ------------------------ | ----------------------------------- | -------------------------- |
| الجزائر                  | الناطق الرسمي بإسم مجلس الأمة       | عبد القادر بن صالح         |
| أنغولا                   | نائب الرئيس                         | مانويل دومينغوس فيسنتي     |
| السعودية                 | النائب الثاني لرئيس الوزراء         | مقرن بن عبد العزيز آل سعود |
| الأرجنتين                | نائب الرئيس                         | أمادو بودو                 |
| الصين                    | نائب الرئيس                         | لي يوانتشاو                |
| الإمارات العربية المتحدة | وزير الثقافة                        | نهيان بن مبارك آل نهيان    |
| إستونيا                  | وزير الشؤون الخارجية                | أورماس بايت                |
| إيران                    | وزير الشؤون الخارجية                | محمد جواد ظريف             |
| هولندا                   | وزير الشؤون الخارجية                | فرانس تيمرمانز             |
| بولندا                   | وزير الشؤون الخارجية                | رادوسلاف سيكورسكي          |
| بيرو                     | نائب الرئيس                         | ماريسول اسبينوزا           |
| الفلبين                  | نائب الرئيس                         | جيجومار بيناي              |
| روسيا                    | رئيس مجلس الاتحاد                   | فالنتينا ماتفيينكو         |
| الفاتيكان                | رئيس المجلس البابوي للعدالة والسلام | الكاردينال بيتر توركسون    |
| سنغافورة                 | نائب رئيس الوزراء                   | ثارمان شانموجاراتنام       |
| السودان                  | نائب الرئيس                         | بكري حسن صالح              |
| بيلاروس                  | نائب رئيس مجلس الوزراء              | فيكتور غيمينسكي            |
| إسرائيل                  | رئيس الكنيست                        | يولي أدلشتين               |

رافقت الأسماء التالية رؤساء دولهم في التأبين:

الهند :
- سونيا غاندي: رئيسة المؤتمر الوطني الهندي.
- أناند شارما: وزير التجارة والصناعة.
- سوشما سواراج: زعيمة المعارضة.
- سيتارام يتشوري: عضو البرلمان.
- ساتيش ميشرا: عضو البرلمان.

الولايات المتحدة:
- سوزان رايس.

بريطانيا:
- نيك كليغ
- إد ميلباند

فرنسا:
- لوران فابيوس: وزير الخارجية.
- كريستيان توبيرا: وزيرة العدل.

## قادة وزعماء قدماء
- الأمم المتحدة:
  - كوفي عنان
- البرازيل:
  - لويس إيناسيو لولا دا سيلفا
  - فيرناندو أنريك كاردوسو
  - فيرناندو كولور ميلو
  - جوسيه سارني
- كندا:
  - كيم كامبل
  - براين مولروني
  - جان كريتيان
  - ميكائيل جان
  - ادريان كلاركسون
- فنلندا:
  - مارتي أهتيسآري
- فرنسا:
  - نيكولا ساركوزي [2]
- إيرلندا:
  - ماري روبنسون
- اليابان:
  - ياسو فوكودا
- بولندا:
  - ليخ فاونسا
- رومانيا:
  - إميل كونستانتينسكو
- نيوزيلندا:
  - جيم بولجر
- بريطانيا:
  - توني بلير
  - جوردون براون
  - جون ميجور
- الولايات المتحدة:[1]
  - جورج دبليو بوش
  - بيل كلينتون
  - جيمي كارتر
  - هيلاري كلينتون

## شخصيات سياسية أخرى
- كلود هوارو

## منظمات عالمية
| المنظمة             | المنصب                       | الشخصيات               |
| ------------------- | ---------------------------- | ---------------------- |
| جامعة الدول العربية |                              | سمير حسني              |
| الاتحاد الأفريقي    | رئيس مفوضية الاتحاد الأفريقي | نكوسازانا دلاميني زوما |
|                     |                              |                        |
| المجلس الأوروبي     | الرئيس                       | هيرمان فان رومبوي      |
| الاتحاد الأوروبي    | رئيس المفوضية                | دوراو باروسو           |
| الأمم المتحدة       | الأمين العام                 | بان كي مون             |

## مشاهير
- كريستين أمان بور: صحفية إيرانية بريطانية.
- بونو: مغني من فرقة يو تو، ناشط.[6]
- ريتشارد برانسون: رجل أعمال بريطاني.
- لورا بوش: سيدة الولايات المتحدة الأولى السابقة.[1]
- ناعومي كامبل: عارضة أزياء بريطانية.
- تشيلسي كلينتون: صحفية أمريكية وابنة الرئيس الأمريكي السابق بيل كلينتون.[1]
- أندرسون كوبر: صحفي أمريكي.
- بيتر غابرييل: مغني بريطاني.
- بيل غيتس: رجل أعمال أمريكي.[6]
- ميشيل أوباما: سيدة الولايات المتحدة الأولى.[1]
- تشارليز ثيرون: ممثلة أمريكية جنوب أفريقية.
- أوبرا وينفري: مقدمة برامج أمريكية.[6]
- آني لينوكس: مغنية ومؤلفة وملحنة بريطانية.
- فرانسوا بينار: لاعب رجبي جنوب أفريقي.
- عضوتان من فرقة سبايس جيرلز البريطانية.
- ديزموند توتو: كبير أساقفة جنوب أفريقيا السابق وحائز على جائزة نوبل للسلام.

## مقالات ذات صلة
- جنازة دولة
- تأبين
- جنازة